# 리버 시티 랜섬: 언더그라운드
《리버 시티 랜섬: 언더그라운드》(River City Ransom: Underground)는 캐나다의 게임 개발사 코나투스 크리에이티브가 제작한 진행형 격투 게임이다. 1989년 북미에서 《리버 시티 랜섬》이라는 제목으로 발매됐던 일본 게임 《다운타운 열혈 이야기》의 후속작으로, 이에 따라 내용도 원작 《쿠니오군》 시리즈가 아닌 영어 현지화판 설정을 따른다.
원작 《리버 시티 랜섬》으로부터 오랜 세월이 지난 후의 리버 시티가 주 무대로, 원래 주인공 라이언과 알렉스이 다시 활약하며 10명 이상의 플레이어 캐릭터들이 등장한다. 원작과 마찬가지로 오픈 월드 구조의 맵에서 적들과 싸우며 경험치를 쌓으며 능력을 강화하는 RPG 형식의 게임플레이를 갖췄다. 최대 4인 동시 플레이를 지원하며 대전 모드도 지원한다.
2013년 9월 킥스타터에서 공개한 크라우드펀딩 운동을 통해 개발 자금을 마련했다. 2017년 마이크로소프트 윈도우, 리눅스 및 OS X판이 스팀으로 최초로 출시됐다.

## 개발
2013년 4월, 캐나다 오타와에 위치한 소규모 개발사 코나투스는 테크노스 저팬의 파산 후 《쿠니오군》 시리즈 판권을 소유했던 일본의 밀리언 사와 접촉해 《다운타운 열혈 이야기》의 영어판 《리버 시티 랜섬》의 후속작을 개발할 수 있는 권리를 획득했다. 2013년 9월에 개발 자금을 모으기 위해 킥스타터를 통해서 크라우드펀딩 운동을 시작했으며, 최종적으로 약 220,000 캐나다 달러를 모금하는 데 성공했다.
2015년에 아크 시스템 웍스가 밀리언 사로부터 《쿠니오군》 판권을 구매했고, 판권 재협상 결과 《리버 시티 랜섬: 언더그라운드》의 개발에는 관여하지 않았지만 해당 게임에 아크 시스템 웍스의 라이센스 표시가 붙게 됐다.
2015년 12월 첫번째 개발 버전이 후원자들에게 전송됐다. 2016년 8월에 콘텐츠 개발이 완료됐으며, 2017년 1월에 베타 버전이 후원자들에게 먼저 전송됐다.

## 발매
2017년 2월 17일, 스팀으로 마이크로소프트 윈도우, 리눅스 및 OS X 버전이 출시됐다. 같은 달 28일에는 GOG.com으로 발매됐다.